# Jake Hoffman

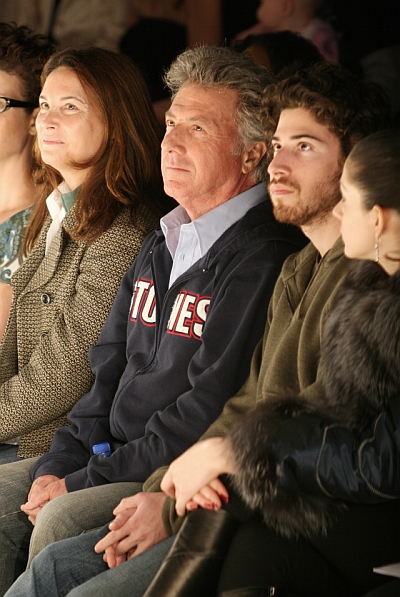
Jake Hoffman (rechts) mit seinem Vater Dustin Hoffman

Jacob Edward „Jake“ Hoffman (* 20. März 1981 im Los Angeles County, Kalifornien) ist ein US-amerikanischer Schauspieler.

## Leben
Jake Hoffman wurde als Sohn von Dustin Hoffman und seiner Frau Lisa Hoffman, geborene Gottsegen, geboren. Nachdem er 2006 erstmals als Rolle des erwachsenen Jack in der Komödie Klick größere Aufmerksamkeit erhalten hatte, stand er als Enkel seines eigentlichen Vaters im Drama Barney’s Version vor der Kamera.

## Filmografie
- 1991: Hook
- 1999: Liberty Heights
- 2000: Sweetie Pie
- 2001: Sugar & Spice
- 2001: Undeclared (TV)
- 2004: Walk Into a Bar (Autor/Regie)
- 2004: King of the Corner
- 2004: I Heart Huckabees
- 2005: Pancho's Pizza (Autor/Regie)
- 2005: Arrested Development (Fernsehserie)
- 2005: National Lampoon's Adam & Eve
- 2006: Klick
- 2009: 10 Years Later
- 2009: Rosencrantz and Guildenstern are Undead als Julian Marsh
- 2010: Barney’s Version
- 2013: The Wolf of Wall Street
- 2013: Two Wrongs (Fernsehfilm)
- 2014: Broadway Therapy
- 2016: Goldbricks in Bloom
- 2019: Otherhood
- 2019: The Irishman